# Eumenes pedunculatus
Eumenes pedunculatus ist eine Art aus der Ordnung der Hautflügler (Hymenoptera) innerhalb der Solitären Faltenwespen (Eumeninae). 

## Merkmale
Die Wespen erreichen eine Körperlänge von 13 bis 17 Millimetern (Weibchen) bzw. 11 bis 15 Millimetern (Männchen). Ihr Körper ist gelb-schwarz gefärbt. Das zweite Sternit ist schwach behaart. Der Clypeus trägt oberseits einige längere Haare. Bei den Männchen ist das letzte Glied der Fühler hakenförmig gekrümmt und auf der Innenseite unbehaart. Die Art ist von den anderen Arten der Töpferwespen und insbesondere von Eumenes coarctatus nur schwer zu unterscheiden.

## Vorkommen
Die Art kommt von Europa bis Zentralrussland vor. Sie besiedelt verschiedene trockene und temperaturbegünstigte Lebensräume, wie etwa Heiden, Waldränder und Abbaugruben. Die Tiere fliegen stellenweise auch in zwei Generationen von Anfang Mai bis Anfang Oktober. Sie sind in Mitteleuropa verbreitet anzutreffen.

## Lebensweise
Eumenes pedunculatus legt seine kugeligen Nester an Stängeln, bevorzugt beispielsweise an Besenheide (Calluna vulgaris), meist nur wenige Zentimeter über dem Boden an. Sie beinhalten nur eine einzige Zelle. Als Baumaterial dient feiner Lehm. Die Öffnung des Nestes wird kragenförmig mit Lehm erweitert, wobei sie so eng angelegt wird, dass das Weibchen nur mehr den Hinterleib in die Öffnung stecken kann. Dabei wird ein einzelnes Ei mit einem kurzen Faden an der Decke des Nestes angebracht. Anschließend wird die Nahrung für den Nachwuchs erbeutet. Dabei werden meist Raupen von Spannern, aber gelegentlich auch Larven von Rüsselkäfern eingebracht, indem sie mit den Vorderbeinen durch die enge Öffnung gestopft werden. Das Nest wird mit bis zu 10 Spannerraupen versorgt. Die Art wird von Chrysis ruddii parasitiert.